# STK11
STK11 (англ. Serine/threonine kinase 11) – білок, який кодується однойменним геном, розташованим у людей на короткому плечі 19-ї хромосоми. Довжина поліпептидного ланцюга білка становить 433 амінокислот, а молекулярна маса — 48 636.
| 10         |  | 20         |  | 30         |  | 40         |  | 50         |
| ---------- |  | ---------- |  | ---------- |  | ---------- |  | ---------- |
| MEVVDPQQLG |  | MFTEGELMSV |  | GMDTFIHRID |  | STEVIYQPRR |  | KRAKLIGKYL |
| MGDLLGEGSY |  | GKVKEVLDSE |  | TLCRRAVKIL |  | KKKKLRRIPN |  | GEANVKKEIQ |
| LLRRLRHKNV |  | IQLVDVLYNE |  | EKQKMYMVME |  | YCVCGMQEML |  | DSVPEKRFPV |
| CQAHGYFCQL |  | IDGLEYLHSQ |  | GIVHKDIKPG |  | NLLLTTGGTL |  | KISDLGVAEA |
| LHPFAADDTC |  | RTSQGSPAFQ |  | PPEIANGLDT |  | FSGFKVDIWS |  | AGVTLYNITT |
| GLYPFEGDNI |  | YKLFENIGKG |  | SYAIPGDCGP |  | PLSDLLKGML |  | EYEPAKRFSI |
| RQIRQHSWFR |  | KKHPPAEAPV |  | PIPPSPDTKD |  | RWRSMTVVPY |  | LEDLHGADED |
| EDLFDIEDDI |  | IYTQDFTVPG |  | QVPEEEASHN |  | GQRRGLPKAV |  | CMNGTEAAQL |
| STKSRAEGRA |  | PNPARKACSA |  | SSKIRRLSAC |  | KQQ        |  |            |

A: Аланін

C: Цистеїн

D: Аспарагінова кислота

E: Глутамінова кислота

F: Фенілаланін

G: Гліцин

H: Гістидин

I: Ізолейцин

K: Лізин

L: Лейцин

M: Метіонін

N: Аспарагін

P: Пролін

Q: Глутамін

R: Аргінін

S: Серин

T: Треонін

V: Валін

W: Триптофан

Кодований геном білок за функціями належить до трансфераз, кіназ, серин/треонінових протеїнкіназ, фосфопротеїнів. 
Задіяний у таких біологічних процесах, як апоптоз, клітинний цикл, пошкодження ДНК, автофагія, диференціація клітин, сперматогенез, ацетилювання, альтернативний сплайсинг. 
Білок має сайт для зв'язування з АТФ, нуклеотидами, іонами металів, іоном магнію, іоном марганцю. 
Локалізований у цитоплазмі, ядрі, мембрані, мітохондрії.